# Eudorylas nemoralis
Eudorylas nemoralis är en tvåvingeart som beskrevs av Kozanek 1993. Eudorylas nemoralis ingår i släktet Eudorylas och familjen ögonflugor. Inga underarter finns listade i Catalogue of Life.